# Tresjuncos (kommunhuvudort)
Tresjuncos är en kommunhuvudort i Spanien.   Den ligger i provinsen Provincia de Cuenca och regionen Kastilien-La Mancha, i den centrala delen av landet, 110 km sydost om huvudstaden Madrid. Tresjuncos ligger 814 meter över havet och antalet invånare är 438.
Terrängen runt Tresjuncos är platt. Runt Tresjuncos är det glesbefolkat, med 12 invånare per kvadratkilometer. Närmaste större samhälle är Villamayor de Santiago, 14,8 km väster om Tresjuncos. Trakten runt Tresjuncos består till största delen av jordbruksmark.